# Дуб Гоголя в Качанівці
Дуб Гоголя в Качанівці. Обхват 3,94 м. Висота близько 25 м. Вік близько 300 років. Росте в парку  Качанівка, Ічнянський район, Чернігівська область. Під цим дубом любив відпочивати  М. В. Гоголь. Дерево вимагає заповідання.

## Ресурси Інтернету
- Фотогалерея самых старых и выдающихся деревьев Украины  [Архівовано 8 квітня 2014 у Wayback Machine.]

## Виноски
1. 1 2   Шнайдер С. Л., Борейко В. Е., Стеценко Н. Ф. 500 выдающихся деревьев Украины. — К.: КЭКЦ, 2011. — 203 с.